# Constans (film)
Constans – polski film psychologiczno-obyczajowy z roku 1980 w reżyserii Krzysztofa Zanussiego, zrealizowany na podstawie autorskiego scenariusza. Constans został pozytywnie przyjęty przez zagraniczną widownię, otrzymując Nagrodę Jury na Festiwalu Filmowym w Cannes oraz Główną Nagrodę Międzynarodowego Festiwalu Filmowego w Panamie.

## Fabuła
Witold, absolwent technikum elektrycznego, podczas służby wojskowej uczestniczy w wysokogórskiej wspinaczce. Jeden z taterników w schronisku wspomina ojca Witolda, który niegdyś zginął podczas wyprawy górskiej. Dzięki otrzymanej od tego taternika wizytówce Witek po odbyciu służby wojskowej otrzymuje pracę w przedsiębiorstwie organizacji wystaw. Dzięki temu może wyjechać służbowo do Indii. Podczas zwiedzania kraju zauważa, że jego szef, Mariusz, dopuszcza się oszustw przy rozliczeniach wizowych.
Niebawem, wskutek nagłej choroby matki, Witold udaje się do prowincjonalnego miasteczka. W tamtejszym szpitalu zastaje ją na łóżku ustawionym z braku miejsc w korytarzu. Bezskutecznie interweniuje w tej sprawie, a pielęgniarka Grażyna informuje ją, że należało dać łapówkę. Śmiertelnie chora matka Witolda wraca do domu, po czym umiera. Nie mogąc się otrząsnąć po śmierci matki, Witold w akcie przekory buntuje się wobec Mariusza, gdy ten na następnym wyjeździe służbowym proponuje mu wzięcie udziału w machinacjach transakcyjnych, za co nękają go później koledzy zmówieni z szefem. Ponieważ Witold wraz ze swoim kolegą z wojska Stefanem przygotowuje się do planowanej wyprawy w Himalaje, podwładni Mariusza wrabiają Witolda, który na odprawie celnej orientuje się, że znaleziono u niego niezadeklarowaną kwotę dwustu dolarów.
Witold traci pracę, a jedyną osobą, która blisko przy nim zostaje, jest Grażyna. Witold zarabia na życie jako pomywacz okien w wieżowcach oraz przy rusztowaniach podczas renowacji zabytków. Jako wolny słuchacz uczestniczy w wykładach z matematyki na politechnice. Choć profesor zachęca Witolda do podjęcia regularnych studiów, ten ze sceptycyzmem podchodzi do propozycji. Kiedy któregoś dnia obtłukuje na rusztowaniu kruszącą się elewację, małe dziecko goniące za piłką zostaje trafione kawałkami gruzu. Film kończy się krzykiem Witolda.

## Obsada
- Tadeusz Bradecki – Witold
- Zofia Mrozowska – matka Witolda
- Cezary Morawski – Stefan, przyjaciel Witolda
- Małgorzata Zajączkowska – pielęgniarka Grażyna
- Jan Jurewicz – Włodek
- Juliusz Machulski – kolega Witolda
- Jacek Strzemżalski – kolega Witolda
- Edward Żebrowski – profesor matematyki
- Eugeniusz Priwieziencew – celnik
- Witold Pyrkosz – Mariusz, szef Witolda
- Andrzej Hudziak – Mariusz, szef Witolda
- Krystyna Wachelko-Zaleska – celniczka
- Stefan Szramel – lekarz
- Ewa Lejczak – dziewczyna

## Produkcja

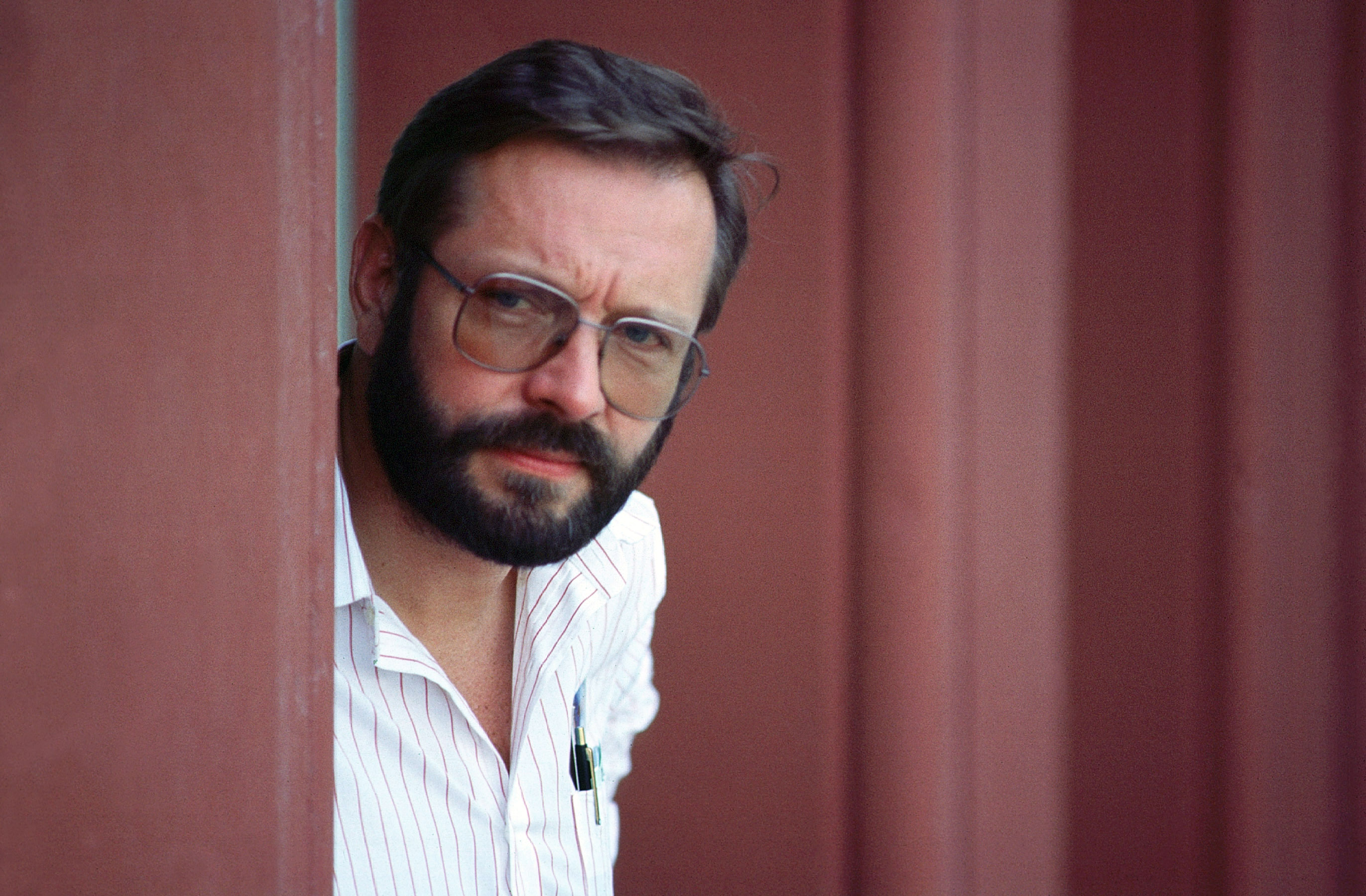
Krzysztof Zanussi, reżyser filmu (1984)

Za produkcję Constansu odpowiadał Zespół Filmowy „Tor”, natomiast za reżyserię filmu – kierujący zespołem Krzysztof Zanussi.
Zdjęcia do filmu nakręcił Sławomir Idziak. Jak pisał Marcin Maron, większość filmu oparta jest na zdjęciach kręconych obiektywem szerokokątnym z ręki, z częstymi zbliżeniami na twarze bohaterów. Dodatkowo „światło zastane w plenerze, we wnętrzach jest wzmacniane światłem sztucznym powiększającym ekspresję obrazu”. W kontraście do „realistycznej” poetyki dominującej partii filmu Idziak posłużył się bardziej wyidealizowanym zdjęciami z wyprawy do Indii, „z wyraźną dominantą ciepłych barw i jasnych tonów”. Maron odczytywał ową wyidealizowaną część filmu jako znak typowej dla kultury Wschodu „zgody na «porządek wszechrzeczy», z którą bohater z Polski nie może lub nie chce się jednak identyfikować”.
Za plenery do Constansu posłużyły Łódź (przejście podziemne przy Dworcu Łódź Fabryczna, ul. Narutowicza przy placu Dąbrowskiego), Zakopane (Cmentarz na Pęksowym Brzysku), Warszawa (dworzec Warszawa Centralna, lotnisko Okęcie), Tatry, Indie oraz Himalaje.
Premiera Constansu odbyła się 19 września 1980 roku. We wrześniu 2011 roku, w warszawskim kinie Kultura miała miejsce premiera odrestaurowanej wersji Constansu.

## Odbiór
Ben Sachs z czasopisma „Chicago Reader” chwalił Constans za zdystansowane spojrzenie na dylematy moralne głównego bohatera oraz za konstrukcję filmu: „Stałym elementem filmu jest uparte przekonanie Witolda, że przeznaczenie uporządkuje za niego jego życie – światopogląd, którego Zanussi ani nie popiera, ani nie potępia”. Magazyn „Time Out” chwalił quasi-naukowe podejście Zanussiego, któremu na podstawie pobocznych faktów i spostrzeżeń „udaje mu się zmienić zwykłe życie w coś niezwykłego”, nawet jeżeli w filmie „nuda czai się tuż za rogiem”. Ernest Callenbach z pisma „Film Comment” pisał, iż „to dobry film Zanussiego – chłodny, smutny, subtelny, precyzyjny, z przerażająco efektowną sceną śmierci matki bohatera – ale nie dorównuje jego najlepszym dziełom”.
Tomasz Kłys krytykował reżysera za forsowanie punktu widzenia bohatera „nieżyciowego aż do wzbudzenia irytacji widza”. Witold zdaniem Kłysa nie tylko „odmawia wszelkiego «kombinowania», dzięki któremu mógłby się jakoś urządzić czy coś uzyskać [...], ale neguje też np. czarnorynkowy, a zatem jedynie realny w komunistycznej rzeczywistości, kurs dolara, przez co pozbawia się, moralnie chyba jednak dopuszczalnych, profitów”. W konsekwencji, zdaniem Kłysa, Witek wzbudza niechęć nie tylko ekranowych postaci, ale również widza.

## Nagrody i festiwale
Martin Scorsese uznał Constans za jedno z arcydzieł polskiej kinematografii i w 2014 roku wytypował ten film do prezentacji w Stanach Zjednoczonych oraz Kanadzie w ramach festiwalu polskich filmów Martin Scorsese Presents: Masterpieces of Polish Cinema.